# Дондогдоржийн Эрдэнэбат
Дондогдоржийн Эрдэнэбат (монг. Дондогдоржийн Эрдэнэбат) ― монгольский политик. Глава района Багануур столичного города Улан-Батор, генеральный секретарь Демократической партии Монголии в 2009―2012 гг. В настоящее время является депутатом в Великом государственном хурале.

## Биография

### Ранняя жизнь
Дондогдоржийн Эрдэнэбат родился в городе Зуунэхараа аймака Сэлэнгэ в 1959 году. Учился в 1-й средней школе с 1967 по 1977 г.  После окончания средней школы уехал на учёбу в СССР в Иркутск, где в 1983 году окончил Иркутский политех по специальности «автоинженер-механик».

### Политическая карьера
В 1996―2000 гг. он был членом Палаты представителей города Улан-Батора, где считался одним из наиболее влиятельных фигур района Багануур. В 1998 году он также был избран вице-президентом Монгольской волейбольной ассоциации.
С 2000 года Эрдэнэбат является членом Национального Консультативного Комитета и Исполнительного Комитета Демократической партии Монголии. В 1998―2006 гг. он также занимал пост председателя провинциального отделения Демократической партии Монголии в районе Багануур.

### Генеральный секретарь Демократической партии Монголии
С 2009 года Эрдэнэбат занимал пост генерального секретаря Демократической партии Монголии. Под его руководством партия одержала убедительную победу на парламентских выборах 2012 года, сам же он получил кресло депутата в Великом государственном хурале. В том же году уступил пост председателя партии Ц. Оюундари.